# (6194) Denali
(6194) Denali (1990 TN) – planetoida z grupy pasa głównego asteroid okrążająca Słońce w ciągu 3,67 lat w średniej odległości 2,38 j.a. Odkryta 12 października 1990 roku.